# Памятник королю Николе I
Памятник королю Николе I — бронзовый конный памятник в городе Подгорица, Черногория.

## Местоположение
Памятник королю Николе установлен в парке Ивана Милутиновича в центре Подгорицы.

## Описание
Конный памятник первому королю Черногории Николе Петровичу-Негошу посвящён одной из самых уважаемых исторических личностей в Черногории. Никола правил Черногорией более 50 лет, в 1910 году он объявил страну королевством, установил прочные торговые и экономические отношения с ведущими европейским государствами.
Памятник королю Николе установлен на высоком мраморном пьедестале. Король изображён сидящим на лошади с гордо поднятой вверх головой, одну руку он держит на сабле, а второй старается удержать под уздцы своего коня.
Взгляд правителя направлен далеко вперёд, в его глазах читается уверенность в своих силах и неукротимое желание осуществить свои планы.

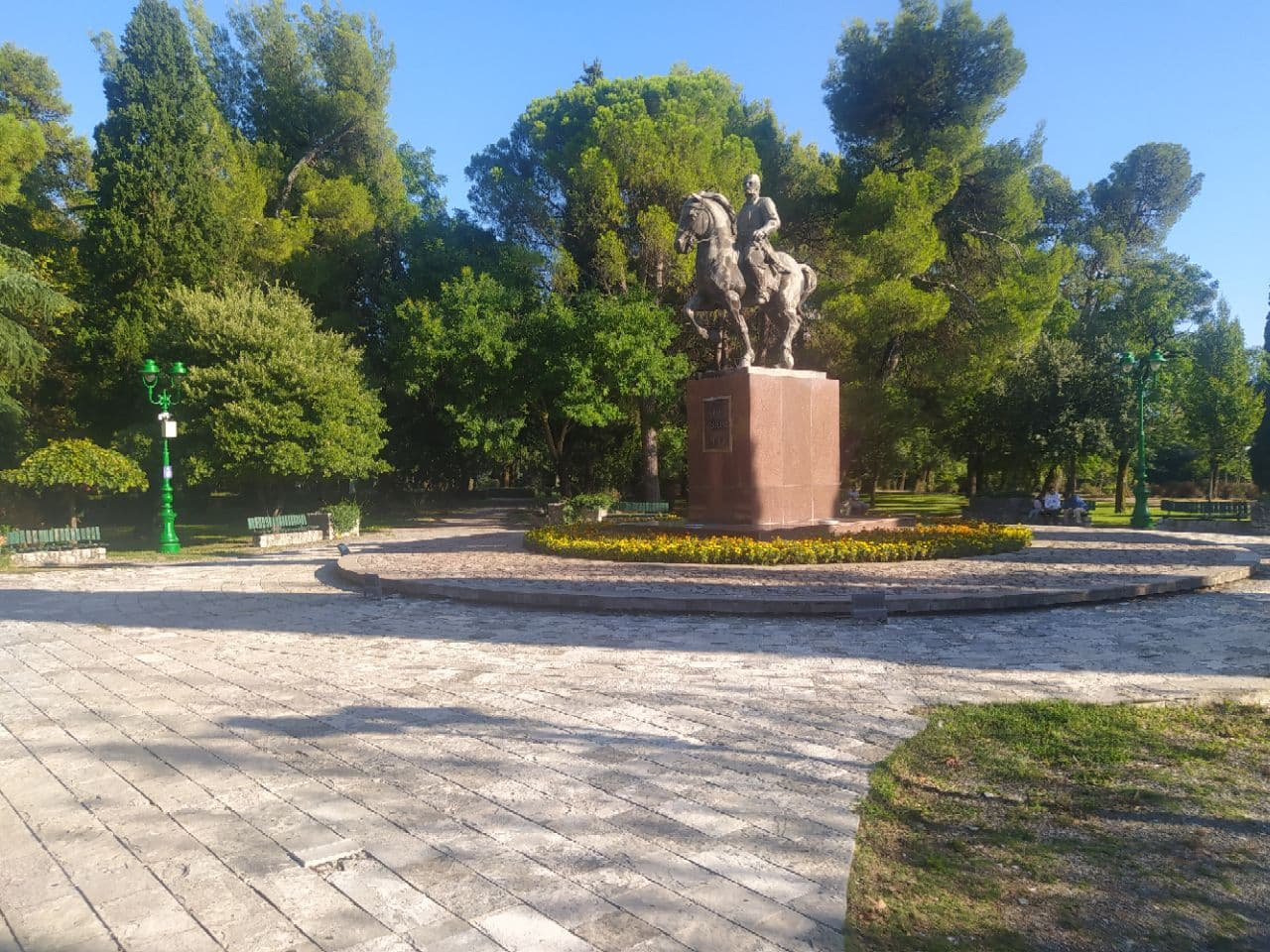
Памятник королю Николе в парке Ивана Милутиновича

Создатель памятника старался максимально реалистично воплотить образ великого короля, поэтому основывался на реальных исторических фактах, свидетельствующих о деятельности Николы I.
К постаменту прикреплена информационная табличка, где указаны годы жизни правителя. Со всех сторон монумент окружён живописной парковой зоной, где с удовольствием гуляют местные жители и гости города. Неподалёку находятся здания различных государственных органов Черногории, а напротив через проспект Петра Цетинского расположен памятник Александру Пушкину и Наталье Гончаровой.
В дни общенациональных праздников около памятника королю Николе проводятся различные торжественные мероприятия и проходят уличные концерты.
Монумент относится к основным достопримечательностям города, олицетворяющим богатую историю и культуру Черногории, поэтому горожане относятся к нему с большим почтением.

## История
Четырёхметровый памятник скульптора Ристо Радмиловича, посвящённый князю и королю Николе Петровичу-Негошу, седьмому и последнему правителю этой черногорской династии, был открыт в 2005 году в день освобождения Подгорицы от фашистской оккупации во время Второй мировой войны. Монумент установлен на том же месте, где в 1918 году проходила так называемая Великая народная скупштина, на которой было решено запретить королю Николе возвращаться в Черногорию. После открытия памятника в прессе разразился скандал — местная газета «Дан» обвинила автора памятника в плагиате, заявив, что фигура лошади на памятнике является точной копией фигуры лошади с памятника королю Александру Караджорджевичу, который был установлен в Цетине во времена Королевства Югославия. Цетинский памятник, созданный скульптором Иваном Мештровичем, был уничтожен летом 1941 года. Ристо Радмилович отверг все обвинения.
Памятник заменил скульптуру Купальщицы, которая ранее находилась на том же месте и долгое время была символом Подгорицы.